# واروارا آوتیسیان
واروارا آلکساندری آوتیسیان (ارمنی: Վարվառա Ալեքսանդրի Ավետիսյան؛ انگلیسی: Varvara Avetisyan؛ زادهٔ ۲۴ آوریل ۱۹۱۳ - ۶ مارس ۱۹۹۴) ویروس‌شناس اهل ارمنستان بود.

## زندگی‌نامه
وی در ۲۴ آوریل ۱۹۱۳ در کراسنودار به دنیا آمد و از دانشگاه پزشکی دولتی ایروان (۱۹۳۹) فارغ‌التحصیل گشت.  وی در ۶ مارس ۱۹۹۴ در سن ۸۰ سالگی در ایروان درگذشت

## یادداشت
1. ↑  բժշկական գիտությունների դոկտոր